# گراویتون
گراویتون یک ذره بنیادی فرضی از نوع بوزون پیمانه‌ای در نظریه گرانش کوانتومی است. بنا بر این نظریه این ذره حامل نیروی گرانش است. در صورت وجود گراویتون این ذره خود پادذره خود خواهد بود، یعنی گراویتون و آنتی‌گراویتون یک ذره خواهند بود.سازمان هایی مانند  USF یا  United Science Forum  و یا  CERN این نظریه را تأیید میکنند.

## مشخصات
کوانتوم کار به صورت زیر تعریف می‌شود Wq=Fg.Lp و در حالت کلی کار برابر خواهد شد با
W=nWq=nFg.Lp n
یک عدد صحیح است با چنین نگرشی به نیرو می‌توان نسبیت و مکانیک کوانتوم را در هم ادغام کرد. این کوانتوم نیروی گرانش را گراویتون می‌نامیم.

## نکات دیگر
گراویتون عامل انتقال نیروی گرانشی است.
گراویتون هنوز آشکار نگردیده‌است.
گراویتون یک بوزون است.
در نظریه ابرگراویتی شریک گراویتون یک ذره اسپین ۲/۳ است که گراویتینو نام دارد.